# Inácio Stafford
Inácio Stafford ou Ignace Stafford (Staffordshire, Inglaterra – Lisboa, 11 de fevereiro de 1642) foi um jesuíta inglês que adquiriu certa notoriedade em Portugal, em virtude de seu ensino e de seus trabalhos escritos.
Stafford se fez jesuíta em Vilagarcía de Arousa, Espanha, em 1619. No verão de 1624, já sacerdote, veio para a Casa Professa de São Roque, em Lisboa.
Após se aperfeiçoar em Matemática, Stafford trabalhou como professor da Aula da Esfera no Colégio de Santo Antão, entre 1630 e 1636.
Após uma estada no Brasil, que durou até 1641 e que terá sido o confessor de D. Jorge de Mascarenhas, Marquês de Montalvão., ele veio a falecer em São Roque, deixando um valioso espólio científico, constituído por livros, manuscritos e instrumentos científicos.

## Obras
Obras impressas:
- Assertiones caelestes. Lisboa, 1632;
- Elementos mathematicos. Lisboa, 1634;
- Theoremas mathematicos. Lisboa, 1636;

Obras manuscritas:
- Elementos Astronomicos e geograficos
- La Trigonometria
- Los usos del pantometra
- Arithmetica
- Dimension de figuras planas e solidas
- La optica
- Apologia contra certo autor tocante a los rumbos nauticos
- Compendio de problemas astronomicos geographicos y hydrographicos
- La architectura militar
- Tratado da natureza e uso dos paralaxes
- Tratado da milícia

Obra atribuída:
- Tratado da Fábrica e Usos do Globo Geográfico (1633)